# ヒメジョオン
ヒメジョオン（姫女菀、学名: Erigeron annuus）は、キク科ムカシヨモギ属の植物。背の高さが30〜150cmにもなる、白い花を咲かせる越年草である。同属のハルジオンと共に、道端でよく見かける雑草である。中国植物名は、一年蓬や、白頂飛蓬ともいう。

## 名前の由来
ヒメジョオンは漢字に直すと「姫女菀」となる。「姫」は「小さい」、「女菀」は「中国産の野草」を表す。
同類のハルジオン（春紫菀）との類似より「ヒメジオン」と呼ぶのは、全く別種のヒメシオン（キク科シオン連シオン属）との混同となるため間違いである。ヒメシオン（姫紫菀）と区別するためにヒメジョオン（姫女菀）という名前が付いたという説もある。
なお、ハルジオンについては、植物学者の牧野富太郎が、同類のヒメジョオンとの類似から「ハルジョオン」の名が普及している、としている。
同じキク科シオン連ムカシヨモギ属であるヒメジョオンとハルジオン（俗称・ハルジョオン）は、見た目が非常に似ている上に、名称も紛らわしい。さらにヒメジョオンとは別種であるヒメシオンとも名称が紛らわしく、中国における「女菀」が日本におけるヒメシオン（姫紫菀）を表すので、注意が必要である。
日本に入ってきた当初は「柳葉姫菊（やなぎばひめぎく）」と呼ばれたり、鉄道の線路沿いに広がったことから「鉄道草（てつどうぐさ）」と呼ばれたりした。

## 分布・生育地
北アメリカ原産で、ヨーロッパ、アジア（日本を含む）に移入分布する。日本においては、北アメリカから渡来した帰化植物で、北海道、本州、四国、九州の市街地から農地などに分布する。
日本には1865年頃に観葉植物として導入され、明治期には雑草となっていた。現在では全国に広がり、各地で野生化している。在来種の植物の生育を邪魔する可能性があり、とくに自然豊かで希少な植物が多く生育する国立公園や亜高山帯では問題となる。そのため、ヒメジョオンは、ハルジオンとともに要注意外来生物に指定されているほか、日本の侵略的外来種ワースト100にも選定されている。

## 形態・生態
一年草または越年草。前年の秋に発芽し、根生葉を広げて越冬する。若い時期は、根本から長い柄のついた卵形の葉（根出葉）を付ける。やがて、茎が高く伸びると、根本の葉は無くなり、茎から出る細長い葉だけになる。互生する茎葉は披針形あるいは長楕円形で、茎と葉は黄緑色で、まばらに毛が生える。茎は充実している。
花期は6 - 10月ごろ。茎は初めは枝分かれせず、先の方で数回の枝分かれをして茎上部に散房花序をつくり、白か薄紫の花を咲かせる。つぼみは下向きに垂れ下がらない。花はヒマワリのような形だが、周りの花弁がとても細い。この花に見えるものは頭花で、小さな花の集合体であり、中央の黄色い部分は筒状花（管状花）といい、周辺の白い花びらのようなものは、舌状花という。また、花弁の白い部分がやや紫がかる個体が見られることもあるが、これは清浄な空気の中で育った時にできるものである。
1個体あたり47,000以上の種子を生産し、さらにその種子の寿命が35年と長いこともあり、驚異的な繁殖能力をもっている。したがって、駆除がとても難しい。

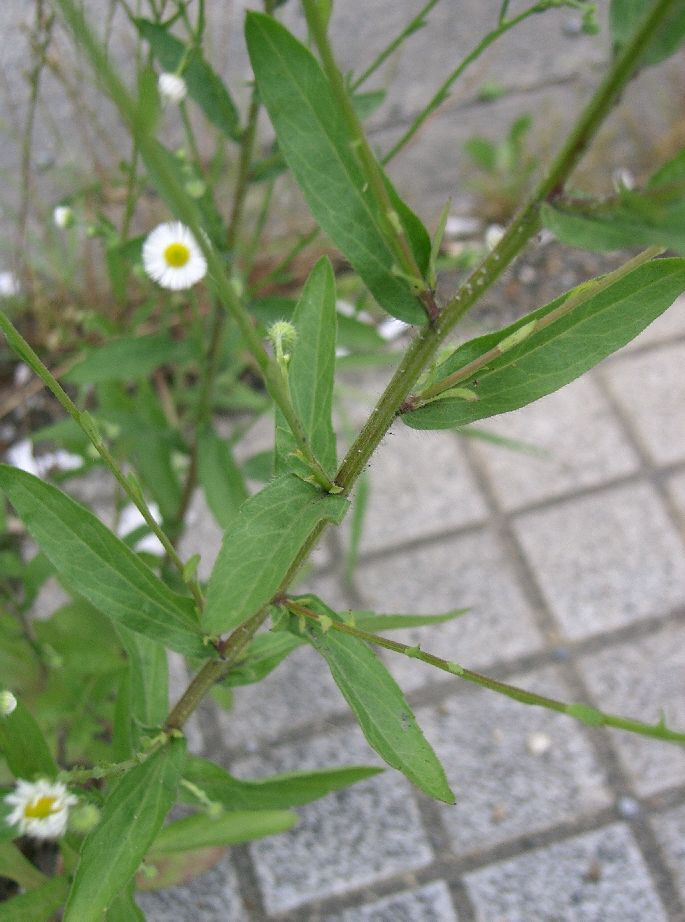
茎
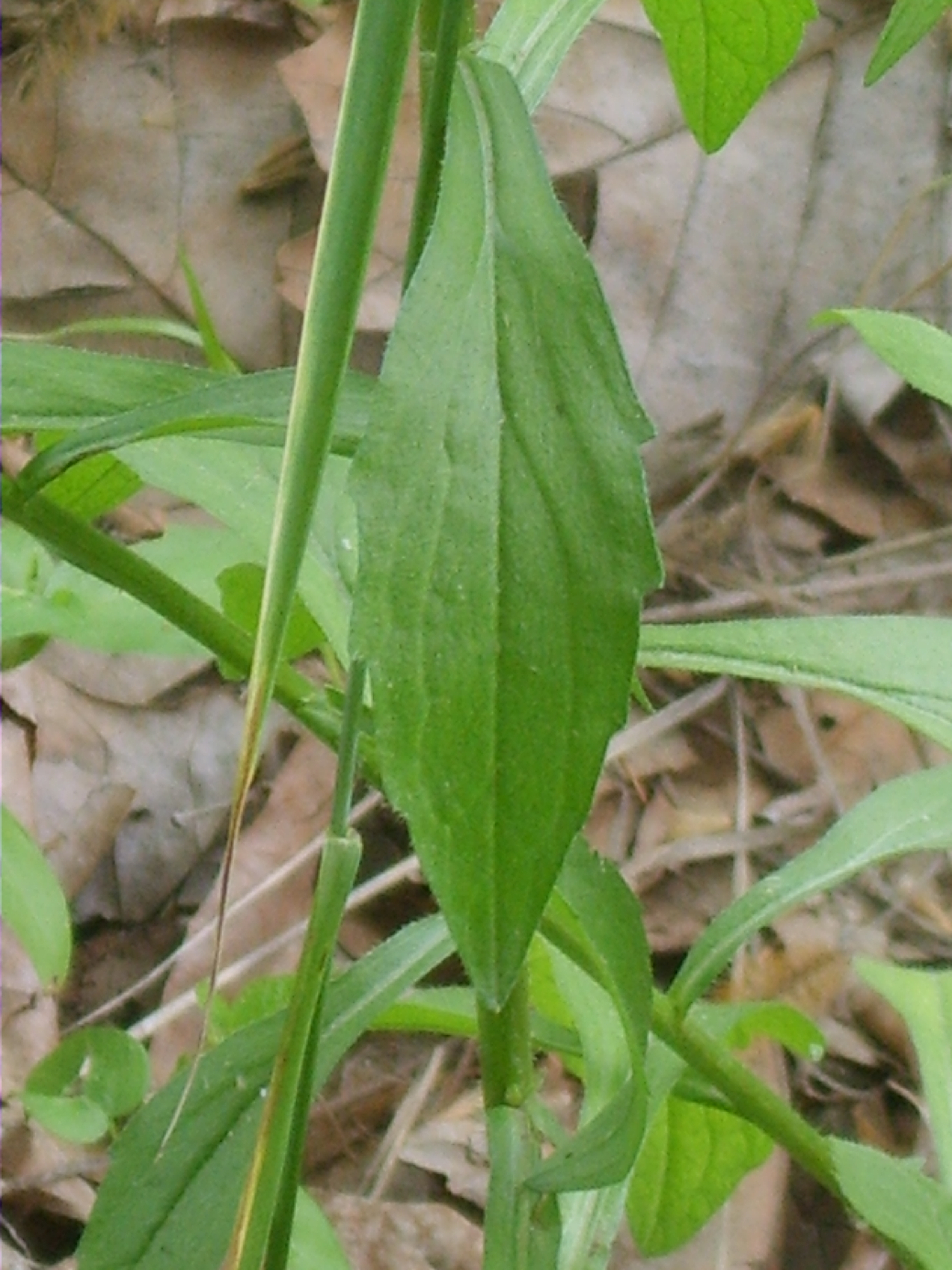
葉
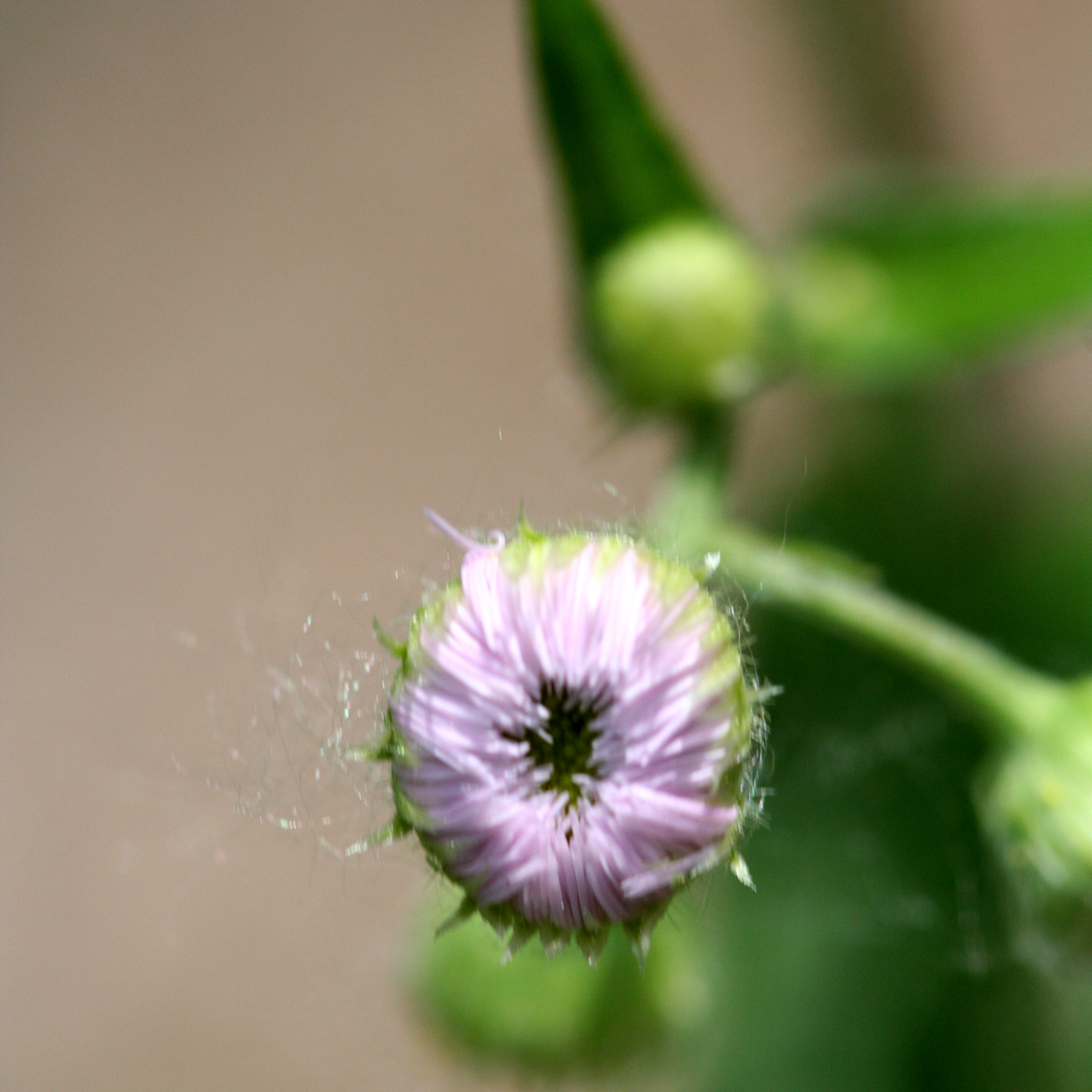
蕾
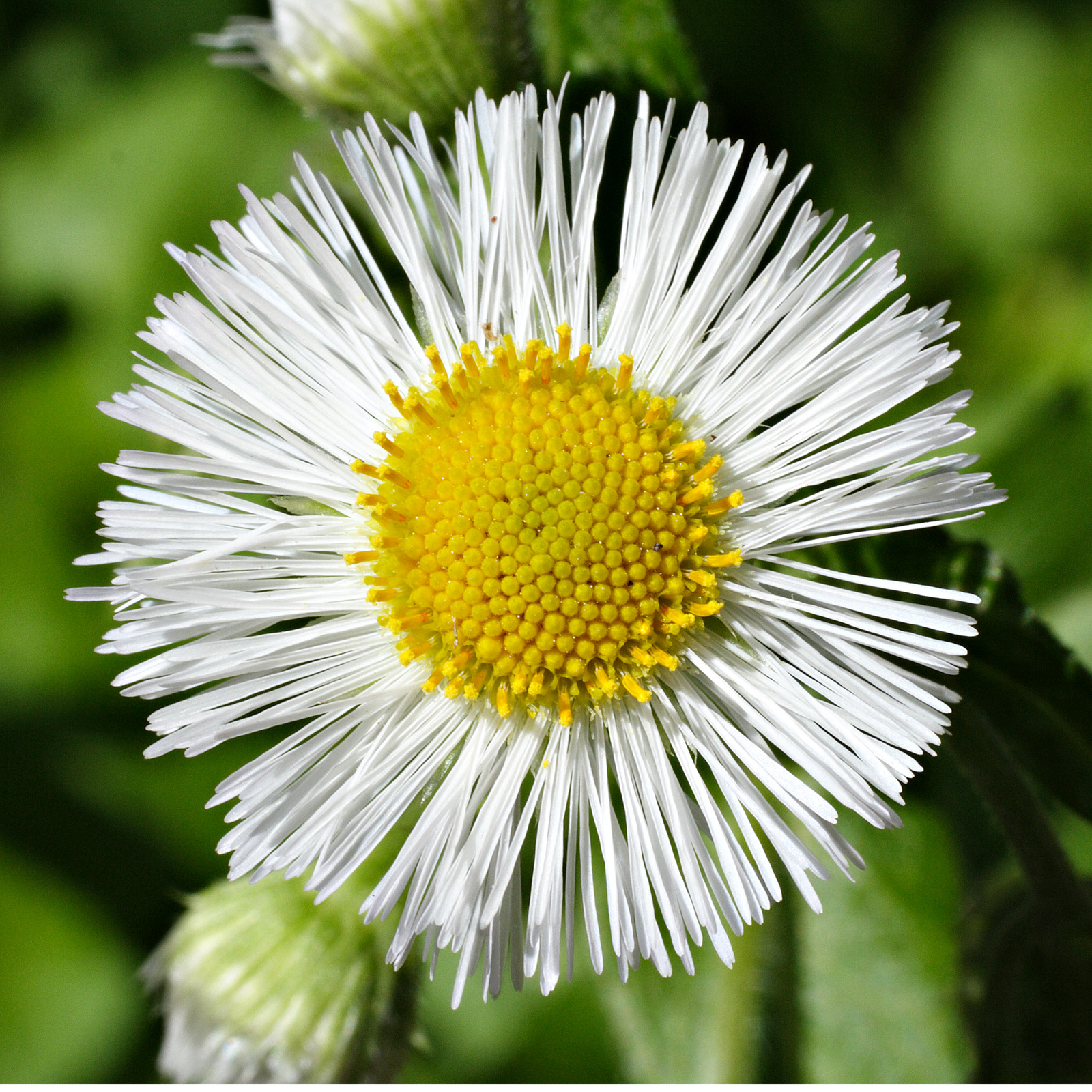
頭花

### 近縁種との見分け方
ヒメジョオンとハルジオンは、花がよく似ていて混同されることがある。標準的には、ヒメジョオンの方が背が高く、花は小さくて数が多く、根本がすっきりしている。ヒメジョオンの茎には空洞がなく、ヒメジョオンの葉は茎を抱かない。これに対して、ハルジオンは、背は低く、花は大きくて少なく、根本に葉がある。また、ハルジオンの蕾は下を向いて項垂れているような特徴がある。ハルジオンの茎には真ん中に空洞があり、ハルジオンは茎を抱くように付く。従って、しっかりと比べて見れば、はっきりと見分けがつく。
花だけが拡大された写真では、この両者の区別がとても難しい。標準的な花では、ヒメジョオンはハルジオンより花が一回り小さく、舌状花の数も少ないので、見分けられるが、判断が難しい場合もある。
なお、ヒメジョオンとハルジオン以外にも、ヘラバヒメジョオンなど近縁のものがあるので、注意が必要。

## 利用
食べられる野草の一つとして知られる。茎が立つ前の若苗を食用とし、採取時期は関東地方以西が3 - 7月ごろ、東北地方が4 - 7月ごろ、北海道では5 - 7月ごろとされる。葉は茹でて、おひたしや和え物にしたり、生のまま天ぷらにする。花や蕾も天ぷらに利用できる。食味は「クセはなく、少しシュンギクに似た香りがある」と評されている。